# Anna Larssen Bjørner
Anna Larssen Bjørner, född Halberg 12 september 1875, död 6 mars 1955, var en dansk skådespelerska.
Larssen Bjørner var 1892-95, 1899-1905 och 1906-09 anställd vid Dagmarteatret och 1895-99 vid Folketeatret. Säsongen 1905-06 deltog hon i "De ottes" skandinaviska turné. Hon avbröt 1909 av religiösa skäl sin teaterbana, där hono verkat inom såväl dramatik som lustpel. Istället ägnade hon sig tillsammans med sin man före detta löjtnanten Sigurd Bjørner åt predikoverksamhet inom pingströrelsen.